# Nespelem Community
Nespelem Community az Amerikai Egyesült Államok északnyugati részén, Washington állam Okanogan megyéjében elhelyezkedő statisztikai település. A 2010. évi népszámlálási adatok alapján 253 lakosa van.

## Népesség
A 2010-es népszámláláskor  253 lakója, 79 háztartása és 56 családja volt. A népsűrűség 4,2 fő/km2. A lakóegységek száma 94, sűrűségük 1,6 db/km2. A lakosok 4,7%-a fehér,  93,7%-a indián,    1,6%-a pedig kettő vagy több etnikumú. A spanyol vagy latino származásúak aránya 1,2% (0,8% mexikói,   0,4% egyéb spanyol vagy latino származású.)
A háztartások 21,5%-ában élt 18 évnél fiatalabb. 26,6% házas, 29,1% egyedülálló nő, 15,2% egyedülálló férfi, 29,1% pedig nem család. 29,1% egyedül élt; 7,6%-uk 65 éves vagy idősebb. Egy háztartásban átlagosan 3,2 személy élt; a családok átlagmérete 3,93 fő.
A medián életkor 34,5 év volt. Lakóinak 27,3%-a 18 évesnél fiatalabb, 8,3% 18 és 24 év közötti, 19,4%-uk 25 és 44 év közötti, 30%-uk 45 és 64 év közötti, 11,9%-uk pedig 65 éves vagy idősebb. A lakosok 53,4%-a férfi, 46,6%-a pedig nő.